# Estació de Font-romeu, Odelló i Vià
L'Estació de Font-romeu, Odelló i Vià (oficialment en francès Font-Romeu-Odeillo-Via) és una estació de ferrocarril de la línia de Tren groc situada al municipi del mateix nom, entre els pobles d'Odelló i de Vià, a l'Alta Cerdanya, de la Catalunya del Nord.
És just al nord del poble de Vià, al Carrer de l'Estació, i, una mica més lluny, al sud-est del d'Odelló.
Aquesta estació, situada a 1.533,8 m alt, és una de les que són a més altitud de la línia, després de Estació de Bolquera-Eina (1.592,7). És a prop del capdamunt del tram en què el Tren Groc supera un desnivell de quasi 300 metres, un tram molt sinuós que va guanyant alçada progressivament, comptant des de l'Estació de Sallagosa (1.301,8), a la plana cerdana.
| Procedència/Destinació                  | <             | Línia     | >       | Procedència/Destinació    |
| --------------------------------------- | ------------- | --------- | ------- | ------------------------- |
| : Transport express régional            |               |           |         |                           |
| Vilafranca de Conflent - Vernet - Fullà | Bolquera-Eina | Tren groc | Estavar | La Tor de Querol - Enveig |

## Enllaços externs

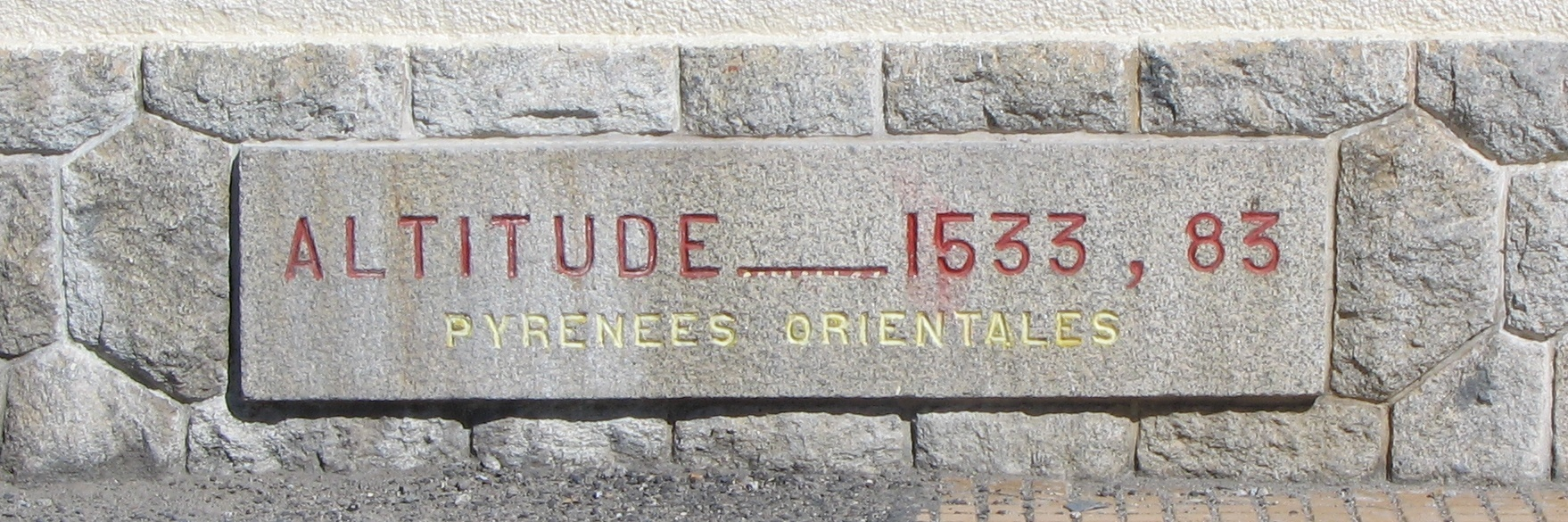
L'estació és a 1.533,8 metres sobre el nivell del mar